# National Ignition Facility

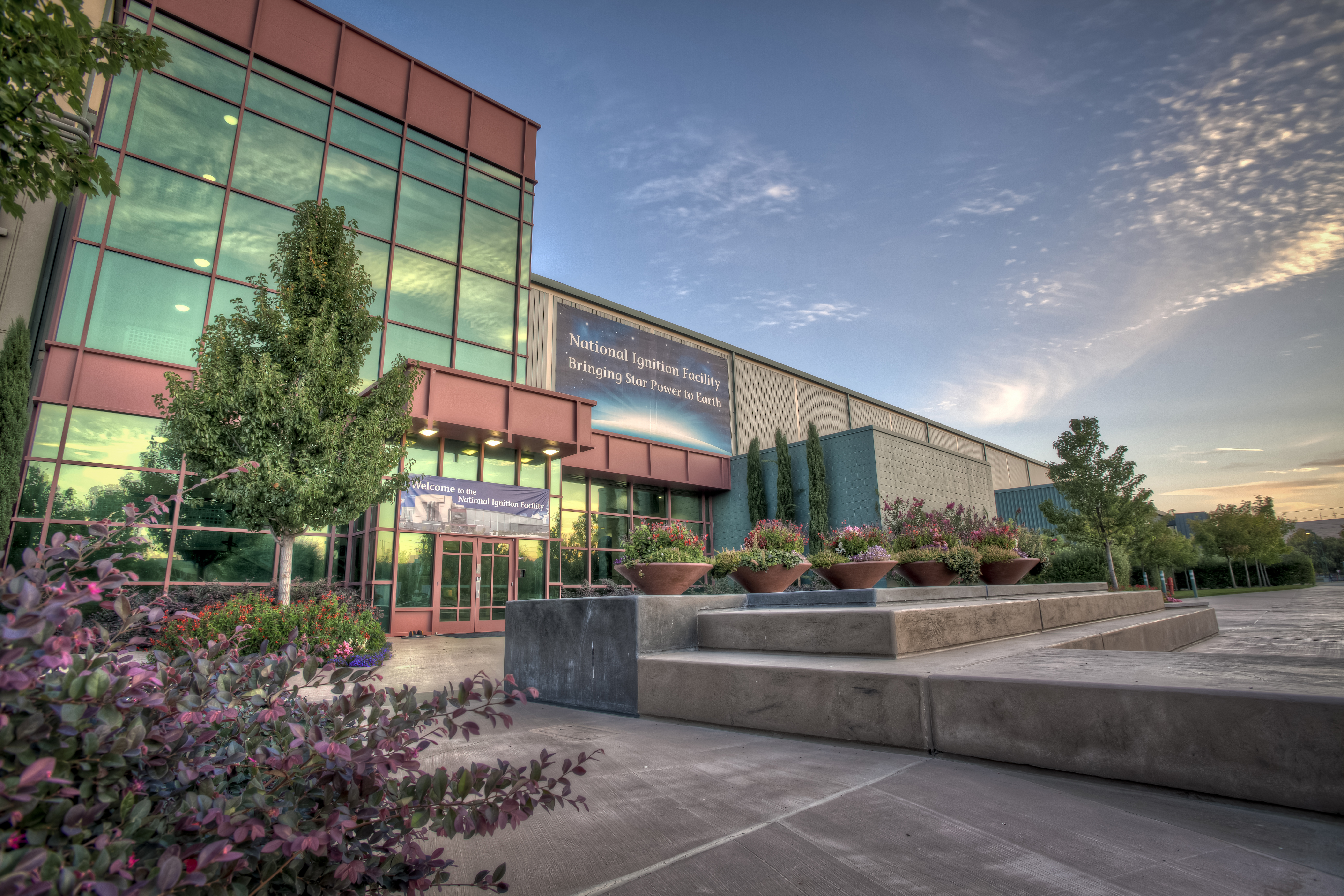
Patio exterior de la National Ignition Facility.

La instalación NIF (National Ignition Facility), es un proyecto de investigación sobre fusión por confinamiento inercial que se desarrolla en los Estados Unidos en las instalaciones del Laboratorio Nacional Lawrence Livermore, ubicado en Livermore, California.
El 5 de diciembre de 2022, obtuvo por primera vez un factor de ganancia positivo, es decir, las reacciones de fusión desencadenadas durante el experimento generaron más energía de la suministrada al combustible.
Este resultado fue recibido con gran expectación al ser un gran avance en la demostración de la viabilidad de la fusión nuclear y, en particular, de la fusión por confinamiento inercial.
Además, se convirtió en el primer laboratorio en conseguir un factor de ganancia positiva,
aunque es importante destacar que la definición del factor de ganancia usada en la presentación de resultados de los experimentos del NIF difiere de la usada habitualmente en los experimentos de fusión por confinamiento magnético como el JET.

## Energía de fusión
De las dos opciones existentes para conseguir alcanzar la fusión para la producción de energía se han desarrollado (o se están desarrollando) grandes instalaciones que pretenden la demostración de la posibilidad de dicha producción.
Para el confinamiento magnético se va a construir en Francia ITER y posteriormente está previsto construir la instalación DEMO que será la que realmente demuestre la viabilidad de una instalación industrial.
Para el confinamiento inercial se han construido o se están construyendo diversas instalaciones, siendo NIF y Laser Mégajoule (LMJ) las más importantes de ellas.

## Funcionamiento
La maquinaria y los componentes electrónicos que activan el láser NIF requieren un espacio mayor que un estadio de fútbol. Posee 192 rayos de neodimio vidrio de 1.8 MJ que emiten a 1053 nm contra una cámara de 453.592 kilos de peso con 10 metros de diámetro y paredes de 50,8 centímetros de grosor. Tras procesar el haz en 48 líneas que contienen 16 amplificadores cada una, culmina en una onda de 351 nm a una temperatura concentrada de 3,3 millones de Cº. Cada ráfaga láser de 20 nanosegundos de duración tiene una potencia 500 billones de vatios, mil veces el consumo de energía eléctrica de todo EE. UU. en ese mismo lapso de tiempo. Para evitar fugas de radiación la cámara está cubierta por paredes de 1,8 metros de grosor.
Utiliza el ataque indirecto. Esto significa que focaliza los 192 haces láser en un envoltorio de alto número atómico (llamado hohlraum) que transforma, con una eficiencia alta, la luz láser en rayos X que interaccionan fuertemente con el blanco de deuterio-tritio, y consiguen una gran homogeneidad en la presión ejercida sobre el mismo.

## Ensayos nucleares
Este tipo de instalaciones están surgiendo debido a la prohibición de ensayos nucleares en superficie, con lo que se hizo necesaria la simulación mediante pequeñas explosiones controladas. La instalación equivalente en Francia es el Laser MegaJoule.

## Inicio
La construcción comenzó en 1997 con un plazo de 6 años y un presupuesto original de U$S 1.100 millones. La finalización de la construcción fue certificada el 31 de marzo de 2009, con un costo de U$S 3100 millones. El primer experimento fue realizado en mayo del 2009. 
La producción de energía para aplicación civil es, de todos modos, un objetivo a largo o muy largo plazo para este tipo de instalaciones.

## Ventajas sobre el confinamiento magnético
Las ventajas de una instalación de confinamiento inercial respecto de una de confinamiento magnético son:
1. No es necesario crear un alto vacío en torno al blanco, condición imprescindible en el caso de los plasmas utilizados en el confinamiento magnético.
2. Tampoco es necesario crear sistemas de confinamiento del combustible nuclear.
3. Las paredes estructurales afectadas por la radiación generada en las reacciones de fusión, no deben ser sustituidas periódicamente debido a los daños producidos por esas radiaciones.
4. También resulta más fácil proteger la estructura de la máquina de fusión inercial frente a las radiaciones. Normalmente esto se hace con duchas de litio líquido que además es productor de combustible adicional. Esta característica supone una mayor protección para toda la instalación, incluida la instrumentación necesaria para el control de las reacciones, así como una reducción importante en la cantidad de residuos radiactivos generados. Esta solución será probada para el confinamiento magnético en ITER.
5. Los niveles de radiactividad en los componentes de una instalación de fusión magnética en funcionamiento son mayores que en una de fusión inercial, lo que obligará inevitablemente a unos tratamientos más costosos de los residuos generados, como serán la telemanipulación para la retirada y sustitución de elementos irradiados, así como la posibilidad de la necesidad de almacenamientos geológicos profundos para mantener durante el periodo necesario los residuos con una alta actividad.

Un sistema de fusión necesitará una cantidad diaria cercana al medio kilo de tritio para su combustible. El tritio es un producto residual de los actuales reactores de fisión, no encontrándose en la naturaleza en cantidades significativas. No es así con el deuterio 2H, que se encuentra de forma natural mezclado en el agua junto al isótopo de hidrógeno 1H más común. Ese tritio, si se recogiera de todos los lugares en donde puede encontrarse actualmente, se encontraría en unos cuantos kilos como máximo (3∙1026 núcleos de tritio por kilogramo).
Para resolver esta dificultad, en las instalaciones de fusión inercial se ha recurrido al uso de unas duchas de litio líquido que generan tritio suficiente, al interaccionar con los neutrones procedentes de fusiones anteriores, para no necesitar una reintroducción continuada de ese isótopo del exterior de la instalación, siendo suficiente un reciclado de los materiales procedentes del interior de la cámara de fusión para generar nuevos elementos de combustible.
Se ha estimado que la realización de un experimento de ignición será cinco veces más barato en el caso de la fusión inercial que en el caso de la fusión magnética.